# Abbazia di San Pietro (San Bonifacio)
L'abbazia di San Pietro è un edificio religioso nonché chiesa parrocchiale di Villanova, frazione del Comune di San Bonifacio, in provincia di Verona e diocesi di Vicenza; fa parte del vicariato di San Bonifacio-Montecchia di Crosara, più precisamente dell'Unità Pastorale San Bonifacio.

## Storia
Edificata lungo l’antica Via Postumia e oggi stretta tra la Strada Regionale 11 e la linea ferroviaria Milano-Venezia, l’Abbazia di San Pietro in Villanova fu uno degli insediamenti monastici benedettini più importanti della regione.
Non sono giunti a noi documenti antecedenti al 1134, ma l’analisi delle strutture di alcune parti dell’edificio ecclesiale fanno ritenere che la costruzione può essere avvenuta nella seconda metà dell’XI secolo, con una ricostruzione avvenuta dopo il terremoto di Verona del 1117.
Alberto Sambonifacio, con il suo testamento del 1135, dotò il monastero di estese proprietà, le quali furono fondamentali per l’ascesa dello stesso nel XII secolo. 
Sulla vita del monastero ai suoi inizi si sa poco. Inizialmente vi erano i benedettini neri, poi quelli cluniacensi, ma sempre in piccolo numero. Il primo abate di cui ci è giunto il nome è Uberto, della famiglia Sambonifacio, che nel 1140 è presente alla consacrazione della chiesa di Sant’Elena a Verona e nel 1149 è citato sull’iscrizione del campanile.
Verso la fine del XII sia il Vescovo di Verona sia quello di Vicenza concessero all’abbazia i diritti di decima in un territorio che va da Caldiero a Locara. Questa nuova realtà ecclesiale portò al sorgere di contrasti con la pieve di Sant’Abbondio, nei pressi del castello della Motta, ma i privilegi furono confermati dai pontefici Alessandro III nel 1169 e Lucio III nel 1185. Successivamente un diploma dell’imperatore Enrico VI di Svevia del 1193 diede all’abbazia la giurisdizione su Villanova e Locara. 
Alla fine del XII secolo l’abbazia raggiunse il suo apice, visti i possedimenti in varie località del veronese e anche nel ferrarese e la giurisdizione ecclesiastica sulle chiese di San Nicola, San Vito, San Zeno e San Giovanni di Locara, di San Nicola a Bardolino e Chiesa di San Tomaso Cantuariense a Verona. Fa riflettere che proprio in quel periodo, nel 1195, il monastero avesse solamente dieci monaci.
Nel XIII secolo l’abbazia si trovò coinvolta negli scontri tra i Sambonifacio ed Ezzelino III da Romano. Non sembra casuale la mancanza di documenti sul monastero dal 1204 al 1263 e il bando dal territorio veronese dei Sambonifacio nel 1239 tolse all’abbazia i suoi storici protettori. 
Con la salita al potere degli Scaligeri, desiderosi di espandersi nel vicentino, la torre campanaria, come ai tempi dei Sambonifacio, tornò ad essere strumento di controllo sul territorio. I lavori realizzati in quel periodo indicano un uso prettamente militare del campanile.

In quegli anni, e pure successivamente, a gestire i beni abbaziali e a usarli a loro piacimento fu la famiglia Cavalli, vicina ai Della Scala. In compenso due abati di Villanova salirono di grado: prima Sperandio, divenuto Vescovo di Vicenza nel 1315 dopo essere stato per un anno abate di San Zeno in Verona; poi Nicolò, Vescovo di Verona nel 1332.
Durante il dominio visconteo la situazione materiale e spirituale dell’abbazia ebbe nuova vita anche grazie all’abate Guglielmo da Modena, che completò il campanile, fece ricostruire il chiostro in forme gotiche, rifece il tetto della chiesa, che dotò del rosone in facciata e di altre opere d'arte.
Nonostante questo periodo felice, pochi anni dopo, causa la carenza di monaci, l’abbazia diventò una commenda, con l’abate commendatario, nominato dal Papa, che gestiva i beni monastici solo come fonte di reddito e senza essere obbligato a risiedere nell’abbazia. Tra gli abati commendatari di Villanova vi furono importanti personalità, ma la più famosa è certamente quella dell’umanista e cardinale Pietro Bembo, abate commendatario dal 1517 al 1547, che, prima delle nomine alle sedi episcopali di Gubbio e di Bergamo e l'ascesa al cardinalato, si diede da fare per ricostruire e abbellire l’abbazia nonché nella gestione dei terreni.
Dopo il Concilio di Trento e l’abolizione delle commende, a Villanova arrivarono i benedettini Olivetani dell’Abbazia di Santa Maria in Organo di Verona. Alla fine del XVI secolo erano presenti solo sei monaci, che cominciarono a recuperare terreni e affitti usurpati per poi vendere le proprietà lontane e scomode da gestire in cambio di altre vicine. Queste azioni portano all’inizio del XVII all’ampliamento della corte rurale e alla ristrutturazione degli edifici monastici, mentre al XVII secolo risalgono altre migliorie e opere d’arte, come la sopraelevazione del monastero, le volte del chiostro, gli altari e la scalinata che conduce al presbiterio.
Il 12 settembre 1771, in applicazione del decreto della Serenissima del 7 settembre 1768 che stabiliva l’abolizione dei monasteri con meno di dodici religiosi e la conseguente confisca di tutti i beni e rendite, il monastero fu soppresso. I monaci rimasti furono trasferiti e già il 21 settembre arrivò un sacerdote a dirigere la parrocchia, mentre al 20 luglio 1772 risale la stima dei beni abbaziali.
La chiesa diventò così solo sede parrocchiale e fu privata delle proprietà terriere, del complesso monastico, della corte rurale e pure della cripta, acquistati dalla famiglia Erizzo, che ebbe anche il giuspatronato sulla parrocchia, con diritto di nomina del parroco fino alla fine del XIX secolo.
Don Gaetano Martinelli, parroco dal 1901 al 1939, riuscirà, nel 1925, a riunire nuovamente la cripta alla chiesa e far tornare visibile, nel 1934, gli affreschi sulla vita di San Benedetto da Norcia. Il suo successore, don Giuseppe Dalla Tomba, parroco dal 1939 al 1985, continuò l’opera di rinascita dell’abbazia con scoperte e recuperi, ottenendo da Papa Pio XII il titolo di abate – parroco pro-tempore di Villanova nel 1949.
Nel 1994 la parrocchia ha acquisito l’ex monastero e cominciato i lavori di restauro, terminati nel 2001. 
Al 2016, con parroco don Giorgio Derna, risale il restauro esterno e interno del campanile.

## Descrizione

### Esterno

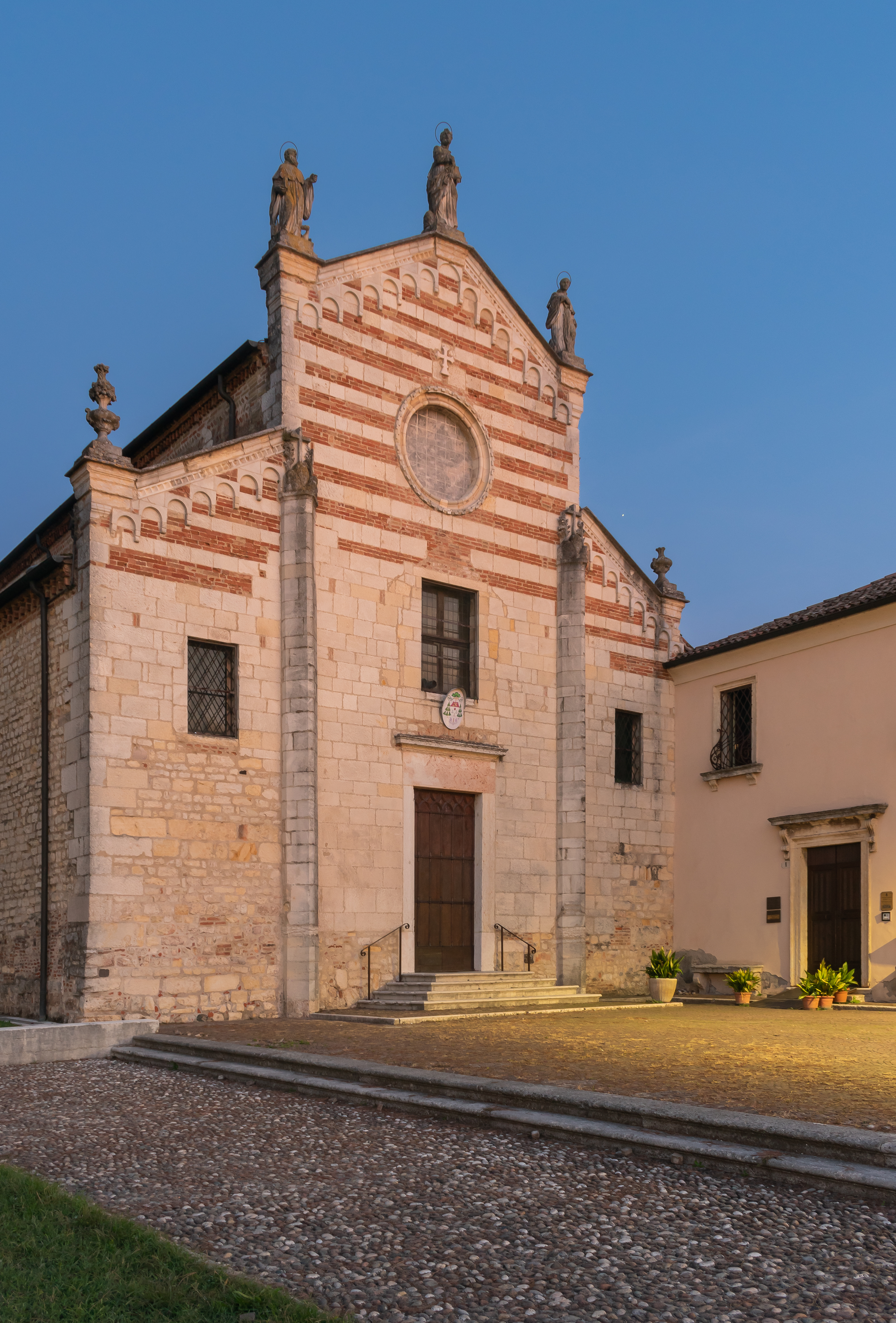
La facciata.

La facciata, rivolta ad ovest, fu ricostruita dopo il terremoto del 1117 ed è a salienti, con lesene di sagoma triangolare che denunciano la divisione interna in tre navate, mentre sul loro vertice è evidente lo stemma olivetano. Nella parte inferiore sono collocati grandi blocchi squadrati di pietra, mentre in quella superiore la muratura è caratteristica del romanico veronese, con fasce alternate di pietra e di mattoni, il coronamento di archetti pensili e la cornice a dente di sega.
Sopra il portale rettangolare, a cui si accede salendo alcuni gradini, è ancora presente la traccia del protiro pensile; oggi sopra di esso è una finestra rettangolare che, assieme alle due finestre rettangolari sui lati, risale al XVIII secolo. Il rosone quattrocentesco, oggi murato in seguito all’abbassamento del soffitto della chiesa, fu probabilmente costruito dov'era una piccola bifora. Anche le statue ai vertici della facciata sono un'aggiunta settecentesca.
La parete settentrionale è composta da blocchetti di pietra squadrati in maniera grezza: è quanto rimane della costruzione originaria, precedente il sisma del 1117. Verso la facciata, la linea di giunzione obliqua tradisce la ricostruzione post-sisma.
Le tre absidi, rivolte a oriente, presentano le forme del romanico veronese, seppur ognuna abbia una lavorazione diversa dall’altra, a causa di ricostruzioni e di aggiunte. L'abside più antica è quella meridionale, ipoteticamente pre-sisma del 1117, costruita come la muratura arcaica della parete settentrionale. L’abside centrale e quella a nord sono, in basso, costruite con conci di pietra calcarea intervallati da un unico corso di mattoni romani, secondo una tecnica utilizzata all’inizio del XII secolo. Nella parte superiore la muratura è totalmente in pietra e si conclude, nell’abside centrale, con archetti a doppia ghiera e denti di sega.
L’attuale chiostro monastico non ha nulla di quello primitivo, segnalato per la prima volta nel 1199. Rimaneggiato nel XVIII secolo, conserva nei lati meridionale e occidentale, all’interno della muratura, le arcate gotiche dei lavori voluti dall’abate Guglielmo da Modena nel XV secolo. Nella sala capitolare, prima stanza nel lato orientale verso la chiesa, sono emerse due bifore datate alla fine dell’XI secolo. Nel lato meridionale si trova il refettorio con annesso lavatoio, mentre nell’angolo sud-ovest è la cucina. Nel piano terra del lato occidentale vi era il deposito dei prodotti alimentari (cellario) e, sopra questo, la foresteria. Su questo lato si trovava anche il dormitorio dei monaci.
Tutto il complesso è stato recentemente restaurato e ospita, tra l'altro, il Museo geopaleontologico "Giuseppe Dalla Tomba", il Museo storico-archeologico e d'arte sacra, il Museo reperti bellici e delle Guerre Mondiali e il Museo arti e mestieri della Civiltà Contadina.

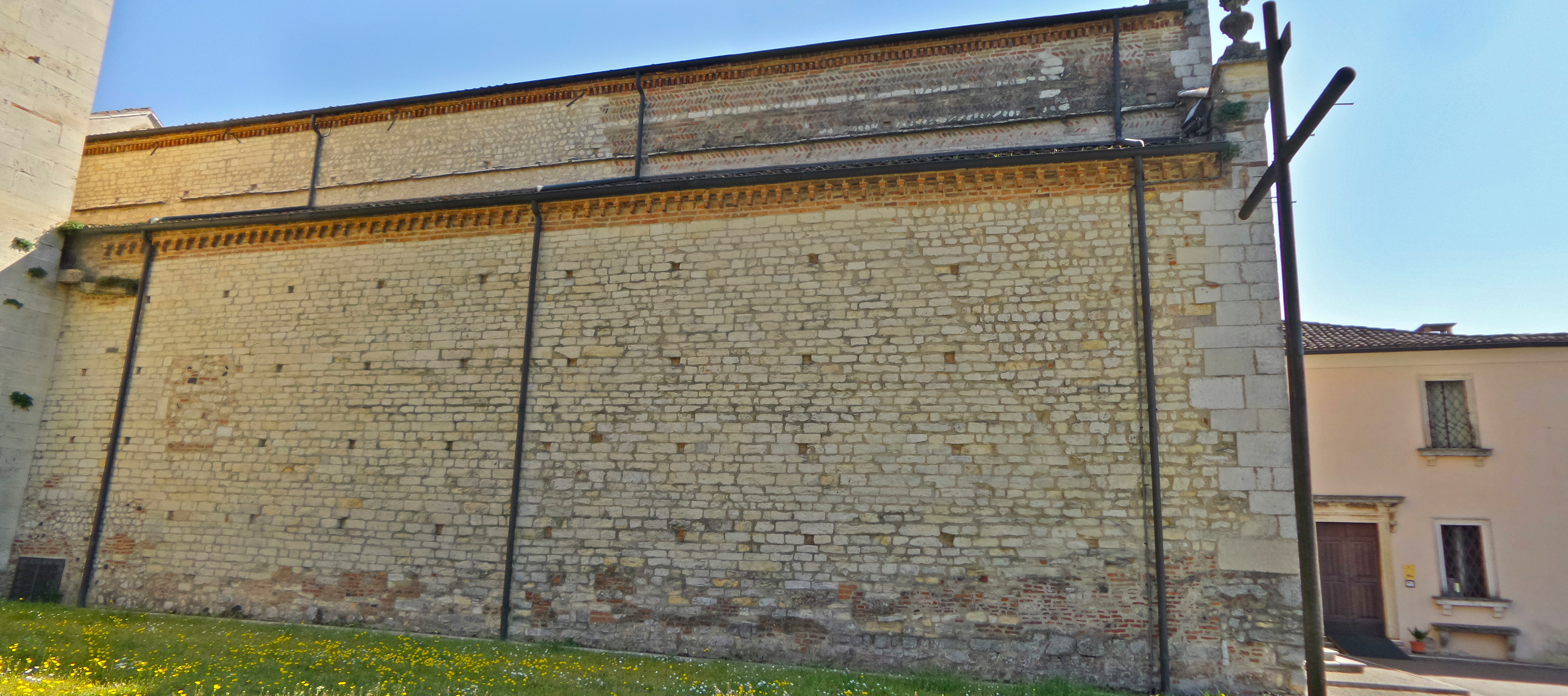
La parete nord
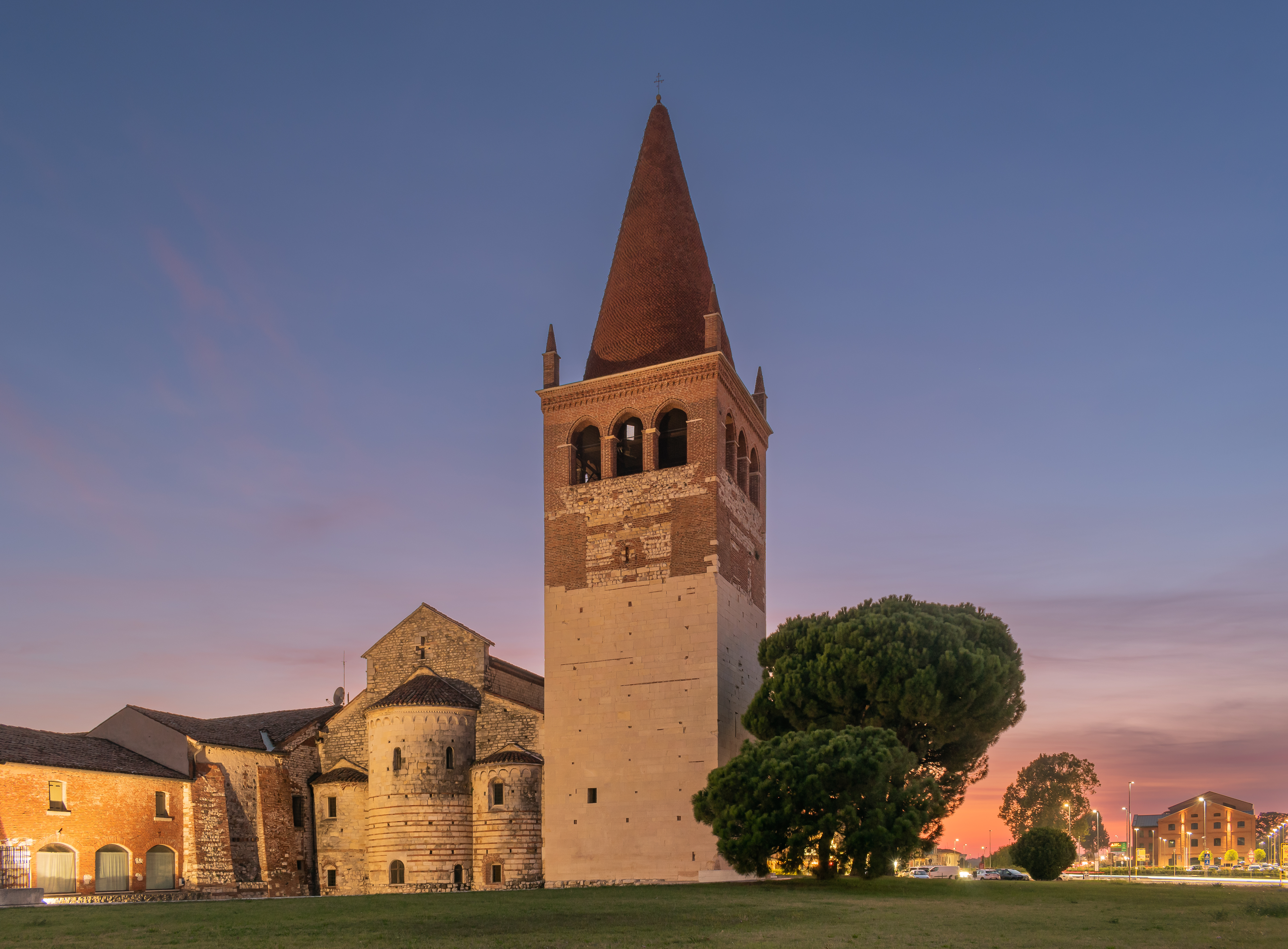
Il campanile e le tre absidi

### Interno

#### Le navate laterali

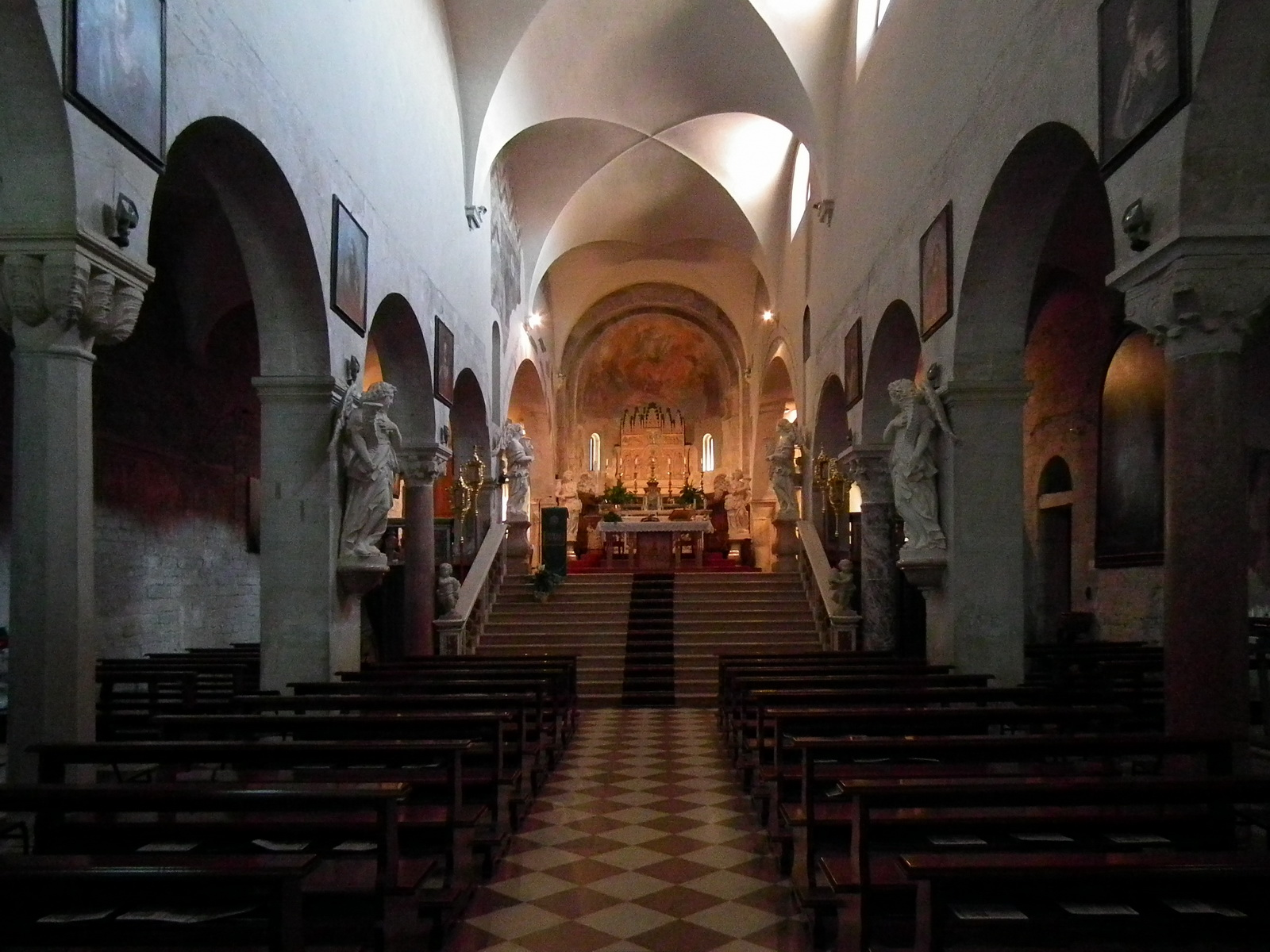
Interno della chiesa

L’interno della chiesa si presenta a tre navate, con pilastri e colonne alternati, come in molte chiese romaniche veronesi dei primi decenni del XII secolo. La copertura originale a capriate è stata coperta, nel XVII secolo, dalle volte ancora esistenti.
I capitelli del lato meridionale sono di recupero. Il primo risale al X secolo, mentre il secondo è di epoca romana (II secolo). Quelli del lato settentrionale sono tutti di epoca romanica. Verso la fine del XVII secolo e l’inizio del XVIII secolo furono aggiunte alcune opere di gusto barocco come gli angeli, la scalinata che conduce al presbiterio e gli otto angeli con cornucopia in pietra di Nanto, opera della bottega vicentina dei due scultori, fratelli, Angelo e Francesco Marinali.
Su una colonna della navata centrale della chiesa (la prima a sinistra, entrando dall'ingresso) è incisa una figura a forma di sandalo: è il "sandalo del pellegrino".
Partendo da sinistra rispetto all’ingresso troviamo la pala d’altare raffigurante San Bernardo Tolomei, il fondatore degli Olivetani, a cui appare la Beata Vergine Maria col Bambino, opera risalente alla fine del XVII secolo ed attribuita al pittore veronese Giovanni Murari. 
Lo segue un altare risalente all’inizio del Settecento, opera probabile della bottega veronese di Giovanni Battista Ranghieri. Vi è conservata una Pietà di scuola tedesca, datata 1430, attribuibile allo scultore Egidio da Wiener Neustadt.

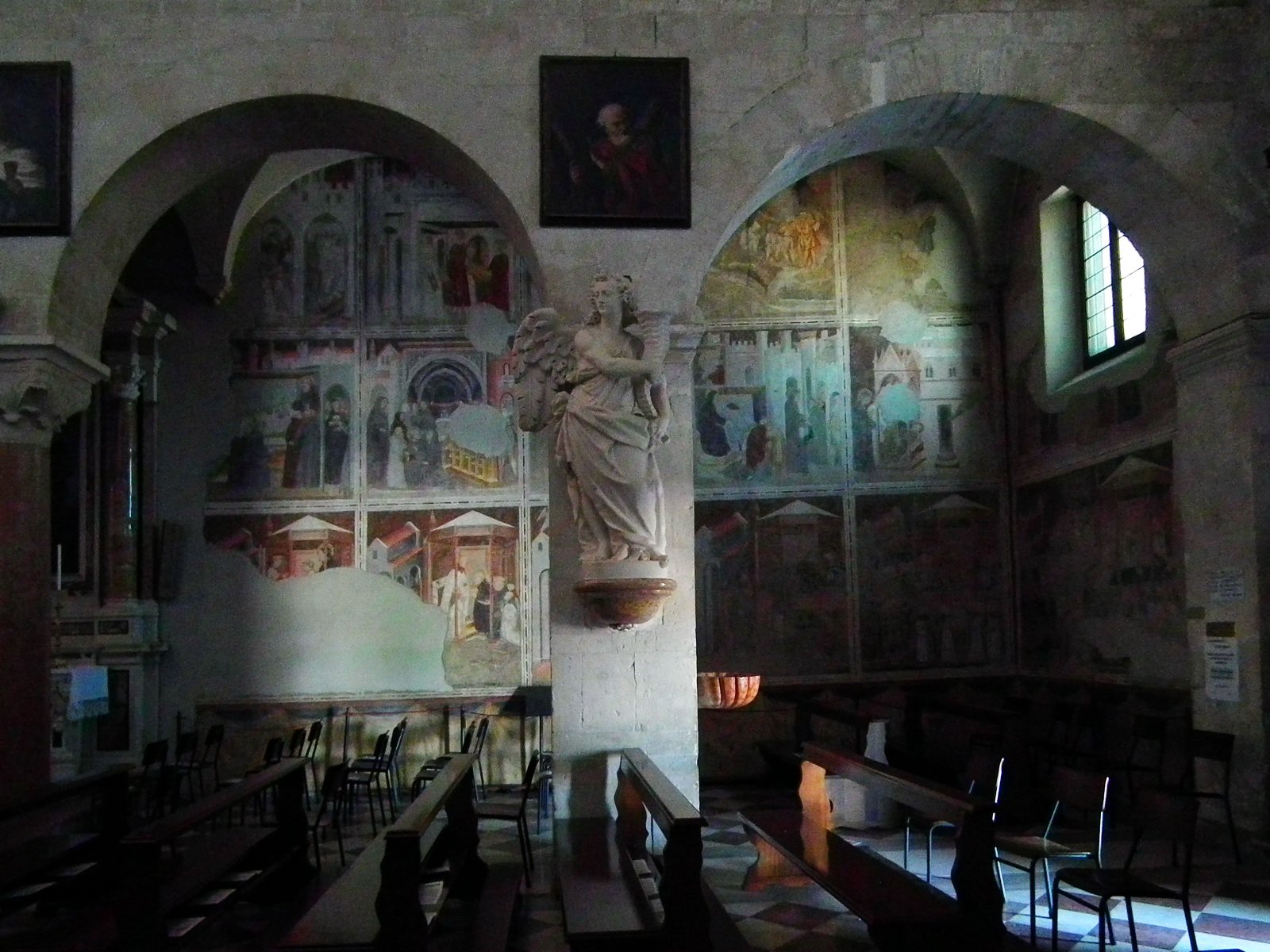
Il ciclo sulla vita di San Benedetto.

Nella navata destra, subito dopo l’ingresso, vi è un ciclo di affreschi, rimesso in luce nel 1935, raffigurante la Vita di San Benedetto secondo i Dialoghi di San Gregorio Magno, sicuramente una delle rappresentazioni d’epoca medievali più complete della vita del Santo di Norcia. I diciotto riquadri si sviluppano dall’alto verso il basso e da sinistra verso destra e rappresentano i miracoli di San Benedetto, la sua morte e i solenni funerali. Il ciclo è stato attribuito alla bottega di Martino da Verona e fu realizzato all’inizio del XV secolo mentre era abate Guglielmo da Modena.
Segue l’altare di Sant'Agata, coevo a quello della Pietà e sempre opera della bottega del Ranghieri, che custodisce la pala raffigurante il martirio della Santa catanese, di recente attribuito al pittore Simone Brentana. Subito dopo un dipinto murale con Santa Caterina e Sant'Agostino, risalente all’inizio del XV secolo.
Nella fiancata meridionale della navata centrale si apriva una serie di finestre romaniche che, oggi scomparse, hanno lasciato il posto a tre finestre a lunetta barocche.

#### Il presbiterio e le absidi
Salendo la scala settecentesca che conduce nel presbiterio sono visibili tre quadri, di cui due i due alle estremità raffigurano L’apparizione di Cristo a Santa Brigida di Svezia e Sant'Antonio di Padova al cospetto della Madonna col Bambino, attribuiti a Biagio Falcieri, pittore veronese della seconda metà del Seicento. Il quadro centrale è una delle opere d’arte più importanti dell’abbazia, cioè la Pala di Santa Francesca Romana del Guercino. Per anni ritenuta una copia del dipinto oggi presente alla Galleria Sabauda, oggi la si ritiene un originale uscito dalla bottega del Guercino.
Il piano del presbiterio è molto più alto rispetto alla navata e gli arconi ribassati del presbiterio sono un intervento post-sisma del 1117 per ampliare lo spazio eliminando una colonna intermedia e liberando da sostegni la cripta sottostante. Le tre absidi, internamente, sono divise da due semicolonne con capitello a cubo risalenti alla chiesa pre-sisma.

Dal presbiterio si accede a settentrione al campanile e a meridione alla sacrestia

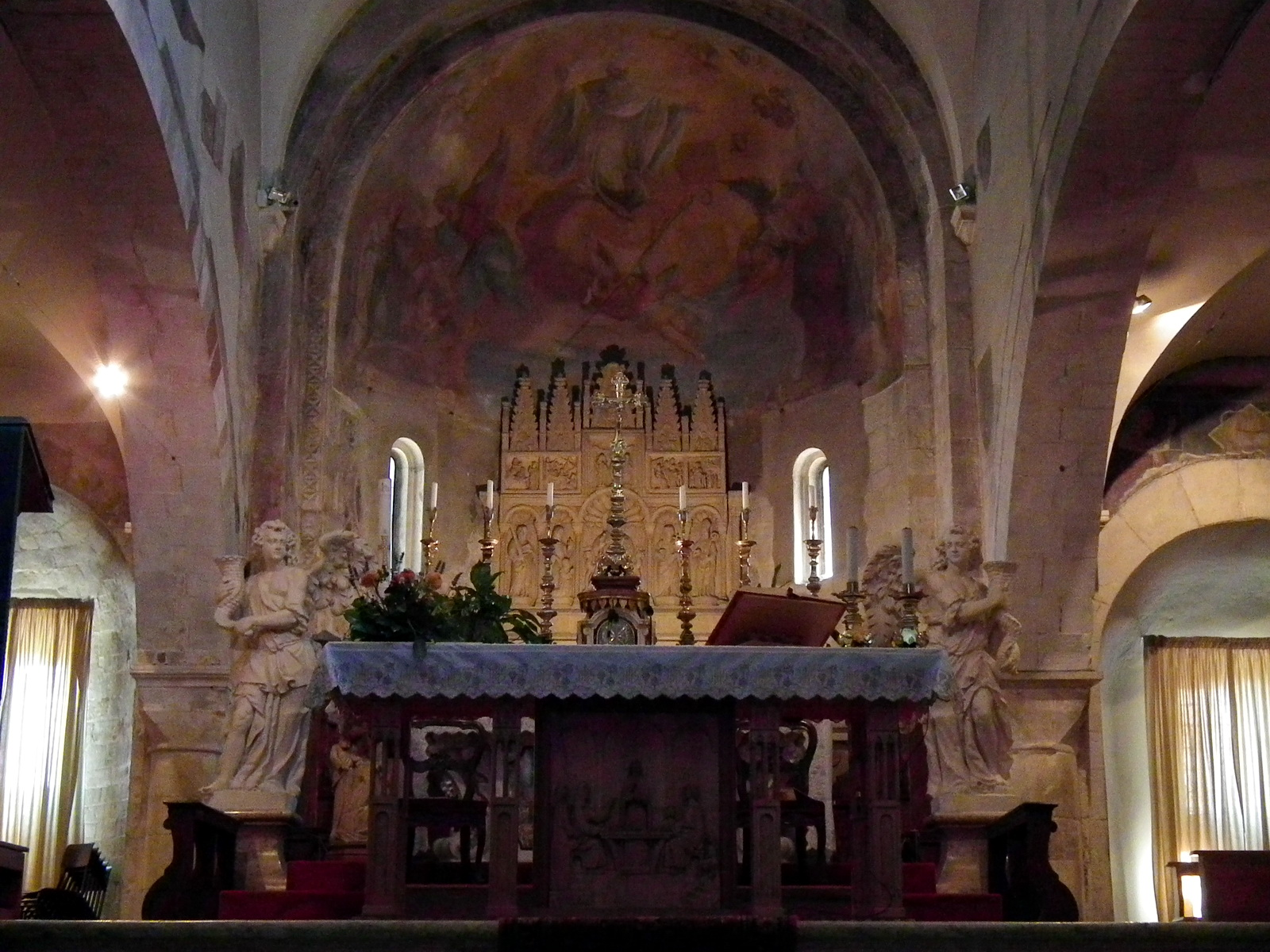
Il presbiterio. Nell'abside s'intravede l'ancona di Antonio da Mestre.

Nell’abside centrale vi è un coro ligneo del Seicento. Lo sovrasta, con due monofore che la affiancano (e una retrostante), la grande ancona attribuita allo scultore Antonio da Mestre risalente all’inizio del Quattrocento. Essa è suddivisa in tre registri. Nel primo, in cinque nicchie, vi sono, partendo da sinistra, i Santi Paolo, Benedetto, Pietro in cattedra, Andrea e Nicola. Nel secondo registro vi sono, sempre partendo da sinistra, alcune formelle: la Pesca miracolosa, la Tempesta sedata, la Crocifissione, il Processo di Sant’Agata e il Martirio di Sant’Agata. Nei pinnacoli sono inseriti i simboli dei Quattro Evangelisti e, al centro, Cristo in mandorla. Probabilmente il piccolo monaco che San Benedetto presenta a San Pietro è l’abate Guglielmo da Modena.

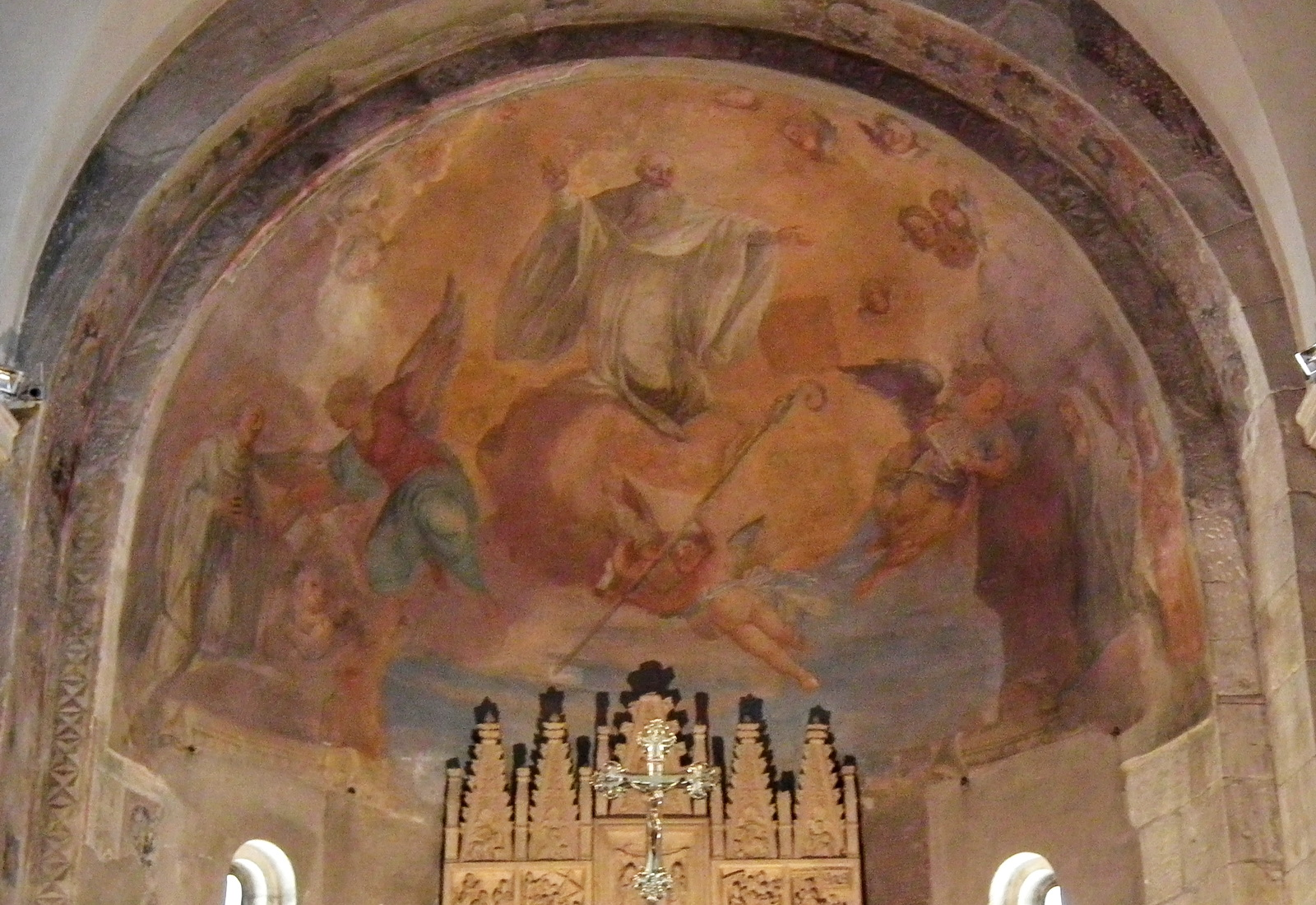
Il catino absidale con il San Benedetto in gloria del Murari.

Nel catino absidale vi è il grande affresco, risalente al 1703, con San Benedetto in gloria, raffigurazione che presenta le figure principali dell’Ordine Olivetano (San Bernardo Tolomei e Santa Francesca Romana). L’autore è stato recentemente riconosciuto nel pittore Giovanni Murari.
Nel muro nord del presbiterio vi sono frammenti di una vasta scena affrescata con al centro una Madonna col Bambino in trono affiancata da una serie di santi. La decorazione dell’area presbiterale è incorniciata da un disegno a quadri concentrici scalinati che continua fino alle capriate lignee sopra la volta. Tali affreschi, datati al secondo-terzo decennio del Trecento, hanno somiglianze con quelli presenti nelle chiese di San Fermo Maggiore e della Santissima Trinità a Verona e può essere identificato nel Maestro del Redentore.
Nell’abside destra, in alto, vi è un’Annunciazione sempre della scuola del Maestro del Redentore, databile all’inizio del Trecento, mentre sul lato meridionale del presbiterio vi sono tre piccoli quadri. San Giuseppe col Bambino e la Madonna col Bambino sono riconducibili all’ambito del francese Louis Dorigny, mentre un altro ‘’San Giuseppe col Bambino’’ è stato recentemente attribuito al pittore Antonio Zanchi. 
Accanto ai tre piccoli quadri vi è una tempera su tavola raffigurante San Michele Arcangelo che conduce un gruppo di Santi verso il Paradiso. Per anni attribuita alla bottega veneziana dei Vivarini, si è potuto stabilire che l’autore è il cretese Theodoros Poulakis.

#### La cripta
Sottostante al presbiterio e raggiungibile da due scale nelle navate laterali, l’ampia cripta è sorretta da colonne e da un sistema di volte a crociera. I capitelli sono quasi tutti a otto spicchi, di influenza bizantini, simili alla colonna presente nella navata.

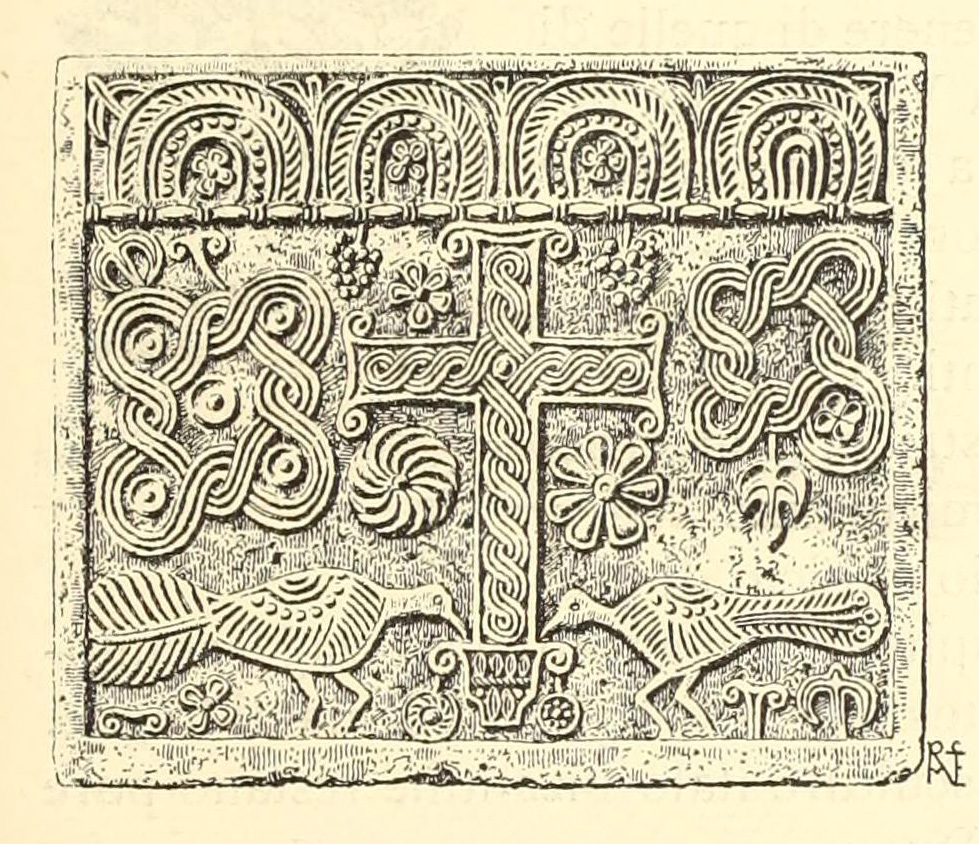
Disegno del pluteo, oggi paliotto, nella cripta.

Anche la cripta fu, assieme alle absidi, ricostruita subito dopo il sisma del 1117, consentendo di utilizzare la chiesa almeno in parte.
Con la costruzione della scalinata d’accesso al presbiterio nel Settecento i due accessi centrali furono chiusi e aperti gli altri due all’estremità, ma solo nel 1927 la cripta tornò a far parte del luogo di culto (da segnalare come in passato la cripta fosse stata parzialmente murata ed usata come cantina).
Sulla parete sinistra della cripta sono affrescate le Storie di Sant’Agata, anche se piuttosto rovinate. Il fatto che Sant’Agata sia raffigurata più volte nell’Abbazia di Villanova risale alla presunta scoperta dei resti della santa catanese da parte del Vescovo di Verona Pietro della Scala e collocati nell’arca nella navata destra della Cattedrale di Verona nel 1353.
Nel piccolo altare all’interno dell’abside di sinistra vi è una delle sculture più preziose e antiche dell’Abbazia, un paliotto scolpito con una coppia di pavoni che bevono al kantharos alla base della croce con intrecci di vimini, fiori, tralci e grappoli d’uva che ricordano sculture di epoca longobarda. La datazione va dalla fine dell’VIII secolo e l'inizio del IX.
Nell’abside destra vi è un'"Annunciazione" formata da due pezzi in altorilievo, attribuiti allo scultore Antonio da Mestre, risalenti agli anni Venti del Quattrocento e qualitativamente superiori all’ancona presente nel presbiterio della chiesa.
Nel pavimento vi sono reperti della prima epoca romana come una lapide funeraria (usata come base di una colonna) e un vaso cinerario. 
Nella cripta si trova un sarcofago nel quale riposa il corpo del venerabile don Giuseppe Ambrosini (del quale è in corso la causa di beatificazione).

## Campanile

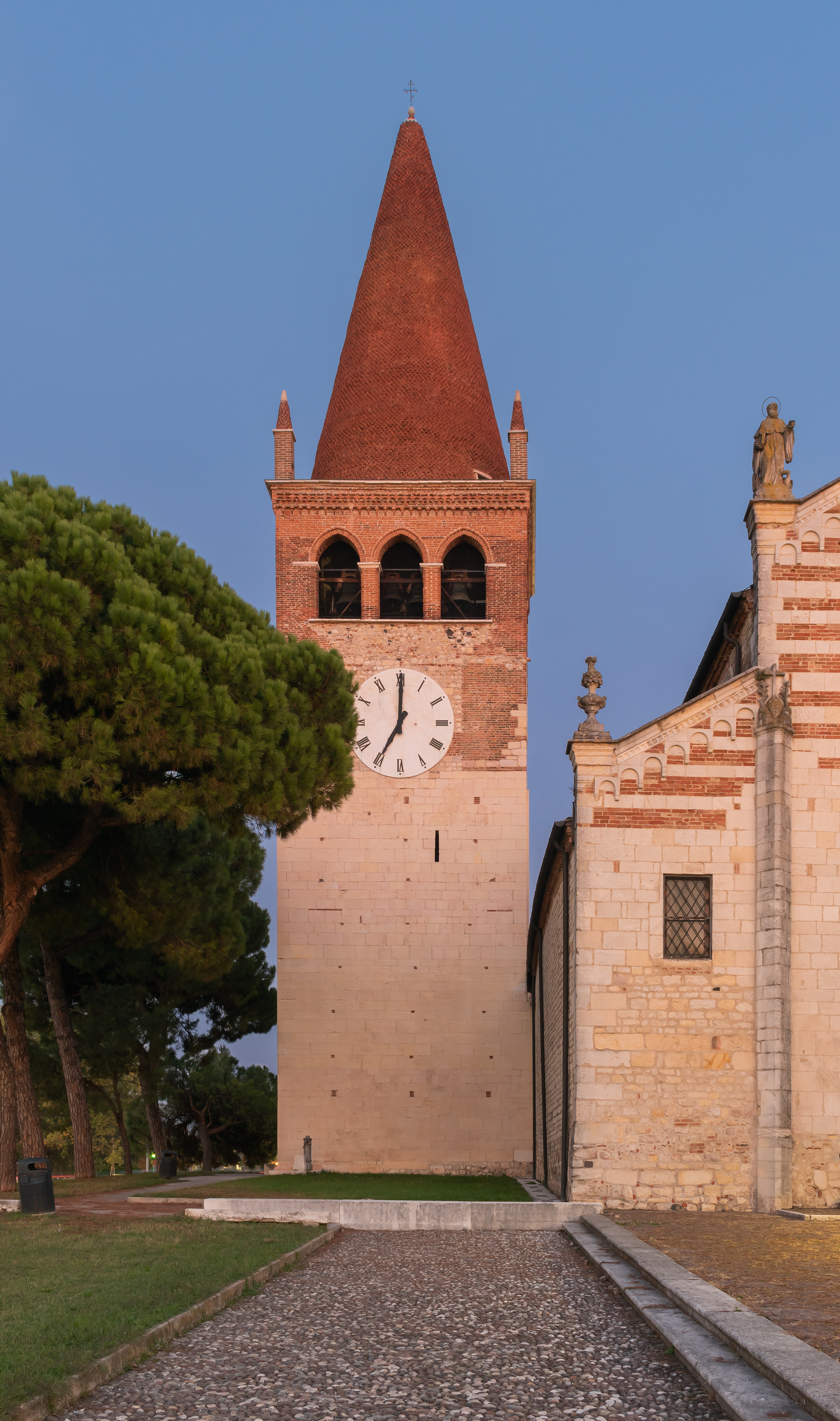
Il campanile verso ovest

Il campanile è addossato alla parete settentrionale della chiesa, precisamente all’area presbiterale, è di base quadrata e misura 8,7 metri di lato, con lo spessore dei muri che raggiunge i 2,5 metri. 
Nella parete orientale un’iscrizione ricorda come l’edificazione della torre sia iniziata nel 1149 grazie all’abate Uberto di Sambonifacio. Del campanile romanico è rimasta solo la base, fino a 14 metri d’altezza, costituita da grandi blocchi di pietra.
La parte terminale della torre fu completata in epoca scaligera per un uso militare, mentre fu intorno al 1400 che l’abate Guglielmo da Modena fece erigere l’attuale cella campanaria con trifore gotiche ad arco acuto e la grande cuspide conica, con al culmine una croce metallica e con quattro pinnacoli agli angoli.
Restaurato internamente ed esternamente nel 2016, è possibile oggi ai visitatori salire dalla scala romanica fino alla cella campanaria.

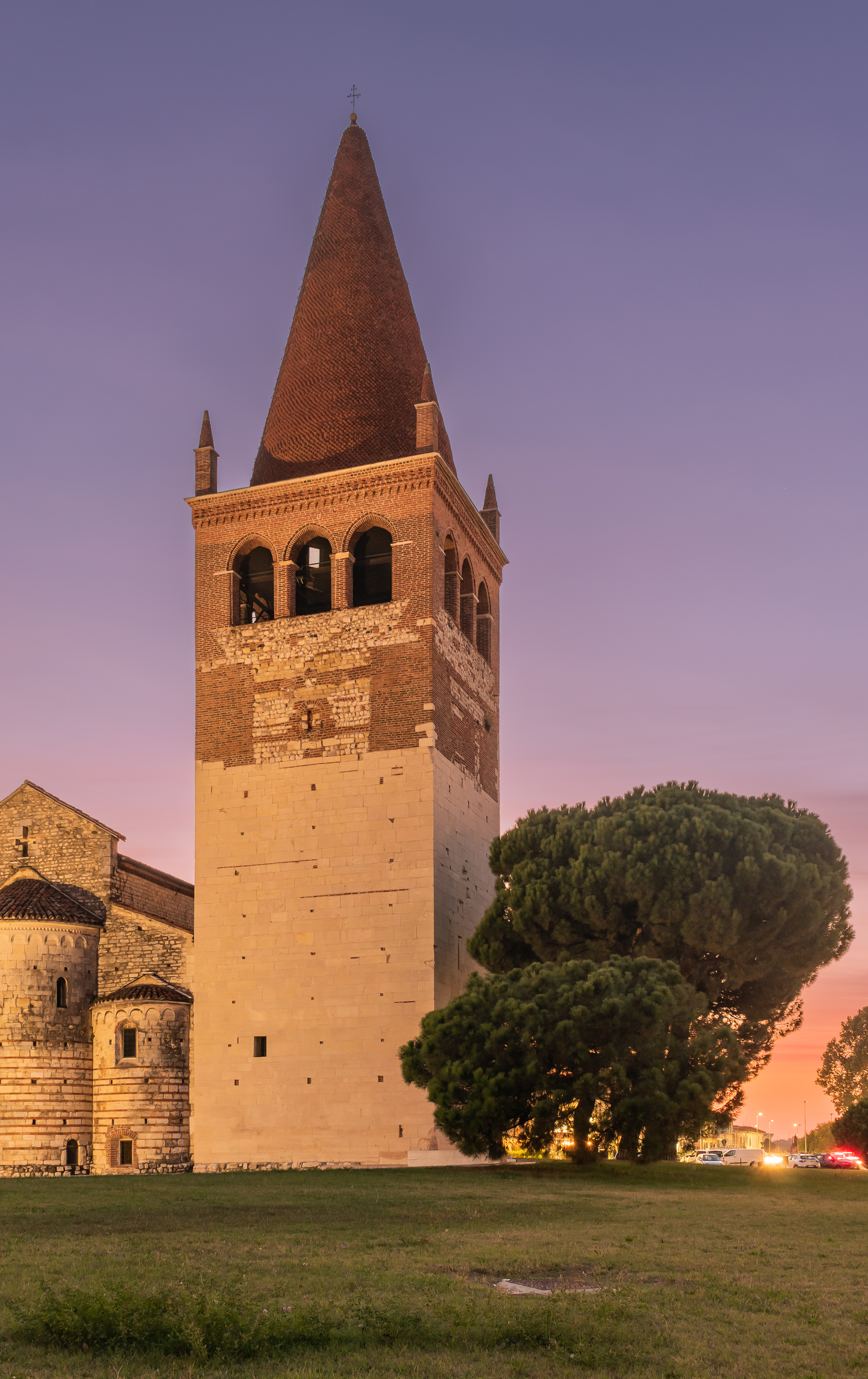
I prospetti est e nord del campanile.

### Le campane
Il concerto campanario collocato nella torre risulta composto da 6 campane in FA3 montate alla veronese ed elettrificate.

Questi i dati del concerto:
1 – FA3 - diametro 1060 mm - peso 676 kg - Fusa nel 1930 da Cavadini di Verona
2 – SOL3 - diametro 947 mm - peso 482 kg – Fusa nel 1930 da Cavadini di Verona
3 – LA3 – diametro 865 mm - peso 345 kg - Fusa nel 1930 da Cavadini di Verona
4 – SIb3 – diametro 800 mm - peso 287 kg - Fusa nel 1871 da Cavadini di Verona
5 – DO4 – diametro 703 mm - peso 190 kg - Fusa nel 1871 da Cavadini di Verona
6 – RE4 – diametro 630 mm - peso 140 kg - Fusa nel 1871 da Cavadini di Verona.
Come ricorda il suonatore di campane Pietro Sancassani, al concerto del 1871 furono aggiunte altre tre campane più grandi e un nuovo castello per sostenere il concerto.